# Chiesa di San Giuseppe (Palo del Colle)
La Chiesa di San Giuseppe è una chiesa parrocchiale di Palo del Colle, nella città metropolitana di Bari e nell'arcidiocesi di Bari-Bitonto.

## Storia
La confraternita San Giuseppe ne iniziò la costruzione il 20 marzo 1836 su un terreno donato dal comune, con la prima pietra posata il 25 agosto 1837. Fu termimata nel 1841 e consacrata il 5 settembre di quell'anno. Il campanile fu terminato nel 1853, il pavimento nel 1855, l'altare maggiore in marmo nel 1857.
Nel 1955 fu elevata a parrocchia del mons. Marcello Mimmi, arcivescovo di Bari, e nel 1962 vengono inserite delle vetrate con la vita del Santo.

## Architettura
La chiesa, a pianta esagonale, ha una facciata in pietro levigata anche lei divisa in sei punti. Al suo interno vi sono tele con la fuga in Egitto, il Cristo in croce con gli angeli e la Madonna del Buon Consiglio con il Bambino in braccio.